# Munesa
Munesa est un woreda de la zone Arsi de la région Oromia, en Éthiopie. Situé dans la vallée du Grand Rift, Munesa est bordé au sud et à l'ouest par la zone Mirab Arsi et le lac Langano[à vérifier], au nord-ouest par Ziway Dugda, au nord par Tiyo, au nord-est par Digeluna Tijo, et à l'est par Bekoji. Le centre administratif du woreda est Kersa. 

## Aperçu
L'altitude de ce woreda varie de 1500 à 4100 mètres d'altitude. Son point culminant est le mont Chiqe (4193 mètres); un autre sommet notable est Kulsa. Les fleuves comprennent 45 kilomètres du Kessa, 50 du Teji, 60 du Guracho, 60 du Gadamsa et 55 kilomètres du Metna; tout cela se jette dans la vallée du Rift. Une étude des terres de ce woreda montre que 37,1% sont arables ou cultivables, 24,1% de pâturages, 34,6% de forêt et les 4,2% restants sont considérés comme marécageux, montagneux ou autrement inutilisables. La ferme d'État de Lole, qui cultive du blé et du colza, occupe une grande partie des terres arables. Le colza et le lin sont des cultures commerciales importantes; les cuirs et peaux sont les principaux produits d'exportation. Bien que le café soit également une culture commerciale importante, moins de 20 kilomètres carrés en sont plantés.
L'industrie du woreda comprend des carrières le long des rives du lac Langano[à vérifier] et 29 moulins à farine employant 78 personnes, ainsi que 910 entreprises enregistrées dont 15,7% sont des grossistes, 30,9% des détaillants et 53,3% des prestataires de services. Il y avait en 2006 38 associations d'agriculteurs avec 15 870 membres et 5 coopératives de services d'agriculteurs avec 9611 membres. Munesa a 105 kilomètres de route sèche et 98 de route praticable en tout temps, pour une densité routière moyenne de 139,5 kilomètres par 1000 kilomètres carrés. Environ 4,9% de la population totale a accès à l'eau potable.
Quatre pierres tombales islamiques inscrites ont été trouvées près du lac Langano[à vérifier], qui sont similaires à d'autres pierres tombales inscrites dans le sud-est de l'Éthiopie qui ont été datées entre 1000 et 1270 apr. J.-C. G.W.B. Huntingford explique leur présence comme preuve de la présence de commerçants musulmans sur la route commerciale qui s'étendait de Zeila et Berbera aux régions de Sidama au sud du lac Zway, si ce n'est une colonie musulmane dans la région.

## Démographie
Le recensement national de 1994 a fait état d'une population totale de 148 030 habitants pour ce woreda, dont 73 208 hommes et 74 822 femmes; À l'époque, 9 756 habitants, soit 6,59% de sa population, étaient des citadins. Les deux plus grands groupes ethniques signalés à Munesa étaient les Oromos (91,59%) et les Amharas (7,34%); tous les autres groupes ethniques représentaient 1,07% de la population. L'oromiffa était parlé comme première langue par 91,53% et 7,94% parlaient l'amharique; les 0,53% restants parlaient toutes les autres langues primaires déclarées. La majorité des habitants se déclaraient musulmans, 52,54% de la population ayant déclaré pratiquer cette croyance, tandis que 46,43% de la population déclaraient professer le christianisme orthodoxe éthiopien et 0,89% étaient protestants.
D'après les chiffres publiés par l'Agence centrale de statistique en 2005, ce woreda avait une population totale estimée à 207 422 habitants, dont 105 280 hommes et 102 142 femmes. 17 430 ou 8,40% de sa population étaient des citadins, ce qui est inférieur à la moyenne de la zone de 12,3%. D'une superficie estimée à 1 454,85 kilomètres carrés, Munesa avait une densité de population estimée à 142,6 personnes par kilomètre carré, ce qui est supérieur à la moyenne de la zone de 132,2.
Le recensement national de 2007 a rapporté une population totale de 166 539 habitants pour ce woreda, dont 82 559 hommes et 83 980 femmes. 15 171 habitants, soit 9,11% de sa population, étaient des citadins. La majorité des habitants se disent musulmans, 51,19% de la population déclarant observer cette croyance, tandis que 45,79% de la population pratiquent le christianisme orthodoxe éthiopien et 2,2% de la population sont protestants.
La population urbaine recensée en 2007 comprend les 11 242 habitants du chef-lieu, Kersa, 2 286 habitants à Ego et 1 643 à Kanchare. Ego et Kanchare sont des localités dans le nord-ouest du woreda.
En 2022, la population du woreda est estimée à 243 097 personnes avec une densité de population de 227 personnes par km2 et 1 072 km2 de superficie.